# Československý pavilon na Světové výstavě 1970
Československý pavilon na Světové výstavě roku 1970 v Ósace (Expo 70) byl výstavní pavilon, který prezentoval návštěvníkům tehdejší Československo. Expozice reflektovala umělecké rozvolnění Pražského jara, které ale bylo potlačeno invazí vojsk Varšavské smlouvy do Československa a následnou normalizací. 
Architektonický návrh pavilonu pochází od Viktora Rudiše, Vladimíra Pally a Aleše Jenčeka. Scénář výstavy připravil Jan Skácel. Pavilon navštívilo celkem 10,5 milionu lidí. Prosklená budova umožňovala propojení vnitřního prostoru s venkovním a získala ocenění za architekturu. V tehdejším Československu se ale o úspěchu skoro nepsalo, řada tvůrců se ocitla během normalizace v nemilosti nebo odešla do emigrace. Konstrukce pavilonu byla zbourána a nedochoval se ani model instalace a většina exponátů se rozprodala po Japonsku.
U příležitosti pořádání Expa vznikla série šesti poštovních známek reprezentujících českou historii, řemesla a umění. Autorem grafického zpracování byl K. Vodák a jeho známky obdržely od mezinárodní poroty ocenění za nejlepší poštovní známku světové výstavy.

## Popis
Za architektonickým návrhem stála trojice brněnských architektů Viktor Rudiš – Vladimír Palla – Aleš Jenček. Samotnou výstavu navrhli umělci jako Vladimír Janoušek, Karel Malich, Stanislav Kolíbal, Stanislav Libenský nebo Jaroslava Brychtová. Básnický scénář připravil Jan Skácel.
Autoři navrhli pro Expo přízemní budovu s proskleným pláštěm. Dominantním prvkem byla střecha, kterou prostupoval vertikální válec. Skleněné stěny umožňovaly propojení vnitřního prostoru s okolím, ale zároveň vytvářely náročné prostředí pro vystavované exponáty. Celkový dojem pavilonu byl postaven na kontrastu mezi nepravidelnou geometrií střechy a vrstevnicovým terénem. Neobvyklý rošt střechy byl hlavním a vizuálně působivým prvkem, vytvářejícím monumentální a plastický výraz. Československý pavilon na výstavě získal spolu se švýcarským a kanadským pavilonem ocenění za architekturu od Japonského ústavu architektury, zejména za své sladění s okolím, dlouhotrvající dojem z expozic a estetiku, kterou stavba působila od podlahy až ke stropu.
Oproti předchozím pavilonům v Bruselu či Montréalu byla expozice pojata minimálněji a výtvarněji, soustředila se na konfrontaci české, japonské a světové situace. Aktuálním motem československé výstavy byl „Osud malých národů“.  Ústřední téma „Člověk a čas“ bylo dále rozvedeno na čas radosti, úzkosti a naděje a stalo se tak tichým protestem proti sovětské invazi. Architekt Viktor Rudiš definoval zásadu realizace jako „monumentální jednoduchost při níž „otevřená architektura předurčuje převážně sošný charakter exponátů a vylučuje konvenční výstavní řešení.“
Úvodní obří skleněná plastika Mrak Reného Roubíčka představovala vodu jako základ všeho života. Nicméně podle alternativního výkladu symbolizovala mračna, která se stahovala nad společností v Československu. Další dvaadvacet metrů dlouhá skleněná plastika z taveného skla s názvem Řeka ilustrovala osud malých zemí a ztvárnili ji Stanislav Libenský a Jaroslava Brychtová. Dílo původně obsahovalo stopy vojenských bot jako symbol ruské okupace, ale komunistické orgány je nechaly odstranit. Mezi další exponáty, kterým se přisuzoval jiný význam, patřila skulptura Kámen a oheň Rudolfa Uhra, z níž uprostřed tryskal plamen ohně. Jelikož dílo bylo vykládano jako symbol sebeupálení Jana Palacha v lednu 1969, musel být plamen už v průběhu výstavy uhašen. Dalším podobným dílem byla kovová plastika Hrozba války Vladimíra Janouška, jejíž figury přicházely směrem od sovětského pavilonu a měla tak představovat vpád vojsk Varšavské smlouvy. Někteří návštěvníci byli schopni zasadil si obsah expozice do kontextu dění v Československu a vnímali její politický podtext, jiní viděli promyšlenou a umělecky působivou výstavu v architektonicky zajímavém pavilonu, která atakovala obecné existenciální pocity člověka.
Stejně jako na všech minulých světových výstavách se i v Ósace prezentovala československá gastronomie. Restaurace Praha Expo 1970, kterou tvořily luxusní Hradní restaurace, lidová Pivovarská restaurace, a slovenská Koliba, nabízela celkem 236 míst, 170 v interiéru a 66 na terase. Největší úspěch slavila moravská kachna s bramborovým knedlíkem a červeným zelím, guláš a pečený bažant. Hosty zaujalo také flambování jídel, obložené chlebíčky a vyhlášené moučníky českých cukrářů.
Vzhledem k tomu, že Světová výstava proběhla po invazi vojsk Varšavské smlouvy do Československa, nebylo mnoha umělcům povoleno jet pavilon do Japonska navštívit a část uměleckých děl se na výstavě nakonec nesměla objevit. Někteří autoři výstavy, kteří do Japonska odjet mohli, se rozhodli emigrovat a po skončení výstavy se již do vlasti nevrátili. Pokus o antisovětskou demonstraci nicméně nezůstal bez povšimnutí a znormalizovaná Vládní komise pro výstavnictví i příslušný odbor ministerstva zahraničí vypracovali po skončení výstavy negativní hodnocení, v němž bylo vedení pavilonu označeno za „centrum protisocialistických živlů“. I kvůli upozadění režimem se této realizaci nedostalo zdaleka takové pozornosti jako předchozím pavilonům v Bruselu a Montréalu. Předmětem kritiky byl sice hlavně problematický obsah výstavy, ale vinou toho zapadla neprávem i architektura pavilonu.
Samotný pavilon ani jeho model se po skončení výstavy nedochovaly a část uměleckých děl se zřejmě rozprodala po Japonsku. Skleněná plastika Mrak byla umístěna v hotelu v lázeňském městě Kirišima na ostrově Kjúšú. Když se po 53 letech hotel chystal na rekonstrukci, zasloužilo se o záchranu díla české velvyslanectví v Tokiu ve spolupráci s firmou Lasvit a plastiku v roce 2023 převezli zpět do Česka. Plastika Řeka byla po světové výstavě rozřezána na tři kusy. Jeden zůstal v areálu někdejšího Expa a dlouho se nevědělo, kam zmizely další dva kusy. Nakones se podařilo s pomocí japonské galeristky Masae Nakamu další část vypátrat v jednom japonském pivovaru a zbylá část byla objevena v depozitáři muzea umění. Jednu část však poškodilo zemětřesení v roce 2011, osud všech tří částí a jejich případné znovuspojení a renovace je proto v současné době nejistý.